# 無動寺城
無動寺城（むどうじじょう）は、岐阜県羽島郡笠松町無動寺にあった戦国時代の日本の城。城主は土岐氏の土岐八郎頼香。別名光得寺砦。

## 概要
天文13年（1544年）8月、織田信秀は斎藤道三の稲葉山城を攻める為、進軍を開始する。斎藤道三は土岐八郎頼香を大将として尾張国葉栗郡無動寺村（現笠松町）に進軍、安養山光得寺を砦として改修。これを無動寺城と名づける。
織田信秀の軍勢はひそかに無動寺城を取り囲むと、四方から大量の篝火をたく。不意をつかれた土岐八郎頼香の軍勢は大混乱におちいる。（松山の合戦）
それに先立って斎藤道三は、尾張国葉栗郡松原島村（現各務原市）の亘利城 (尾張国)の城主、松原源吾に土岐八郎頼香の暗殺を命じていた。
松原源吾は部下十数名と共に、この大混乱を利用して土岐八郎頼香の寝所に乱入。道三の企みに気づいた土岐八郎頼香はついに自害する。土岐八郎頼香にとって斎藤道三は義父であるが、道三の土岐氏の滅亡という野望の前に消えていった。
城主を失った軍勢は総崩れとなり、無動寺城から次々と退散する。
無動寺城はわずか1ヶ月足らずで廃城となり、元の安養山光得寺に戻った。現在、光得寺の境内に案内板がある。

## 交通機関
- 岐阜バス笠松川島線「若宮地前無動寺」バス停下車、徒歩8分
- 笠松町公共施設巡回町民バス「無動寺」バス停下車、徒歩8分